# مايكروسوفت لوميا 430
مايكروسوفت لوميا 430 (بالإنجليزية:Microsoft Lumia 430) هو سادس هاتف ذكي تعلن عنه مايكروسوفت موبايل قطاع الهواتف الذكية التابع لشركة مايكروسوفت أعلن عنه في 19 من مارس 2015 في مؤتمر صحفي منفصل وبحسب قول شركة مايكروسوفت موبايل أنه خلال أبريل 2015 سوف يطرح هاتفها الذكي في الأسواق العالمية يأتي الهاتف لوميا 430 بشكل مسبق بنظام التشغيل ويندوز فون 8.1 مع تحديث لوميا دينم وبمواصفات متدنية وبسعر رخيص جدا جدا والسعر هو 70 دولار أمريكي ويأتي ببطارية 1500 ميلي امبير و كاميرا خلفية 2 ميغابكسل وكاميرا اماميه vgaا أمامية للهاتف ويأتي بذاكرة عشوائية 1 غيغابايت وذاكرة داخلية 8 غيغابايت.

## وصلات خارجية
Microsoft Lumia 430 Dual SIM